# Königliche Akademie der Baskischen Sprache

Baskisches Sprachgebiet, Provinzen und Dialekte (1863)

Die Euskaltzaindia (spanisch Real Academia de la lengua Vasca, französisch Académie de la langue basque, deutsch Königliche Akademie der Baskischen Sprache) ist ein 1918 gegründetes Kulturinstitut bzw. Akademie, welches gleichermaßen wie die Eusko Ikaskuntza eine Einrichtung zur Pflege und Standardisierung der baskischen Sprache sowie zu ihrer Erforschung durch philologische und etymologische Studien ist.
Ihr Hauptsitz befindet sich in Bilbao mit zusätzlichen Zweigstellen in Bayonne, Donostia-San Sebastián, Pamplona und Vitoria-Gasteiz. Das Emblem symbolisiert eine Eiche, die von der Legende der Ekin eta jarrai (Beharrlichkeit und Kontinuität) begleitet wird.
Sie erlangte ihre offizielle Anerkennung als Königliche Akademie in Spanien 1976, und in Frankreich gilt sie seit dem Jahre 1995 als öffentliche Einrichtung.

## Geschichte
Sie wurde während der ersten Sitzung der Eusko Ikaskuntza 1919 in Oñate unter dem Schutz der Abgeordneten/Räte von Álava, Vizcaya, Navarra und Guipúzcoa gegründet. Am 5. September 1919 wurden dann die ersten vier Mitglieder der Baskischen Sprachakademie ernannt: Resurrección María de Azkue, Luis Eleizalde, Julio Urkixo y Arturo Campión. Als die Regelungen akzeptiert wurden, um zwölf Mitglieder der Euskaltzaindia zu ernennen, traten auch Txomin Agirre, Piarres Broussain, Jean-Blaise Adema, Erramun Intzagarai, José Agerre, Juan Bautista Eguskitza, Raimundo Olabide y Pierre Lhande hinzugefügt bei. Resurección María de Azkue war der erste Präsident der Euskaltzaindia.
Die Euskaltzaindia war zu Beginn in zwei Bereiche unterteilt: die Forschungsabteilung, die sich den sprachlichen Problemen der baskischen Sprache widmet und die Arbeitsabteilung, die den Gebrauch in allen Bereichen der Gesellschaft fördern sollte. In den ersten Jahren unterhielten sie sich in den Sitzungen/Versammlungen auf kastilisch (spanisch) und sie entwickelten die Standardsprache Euskera batua. Auch wurde die Notwendigkeit, Neologismen zu akzeptieren und regulieren, angesprochen. Die Zeitschrift Euskera ist entstanden, um die Entscheidungen der Euskaltzaindia zu veröffentlichen.

## Veröffentlichungen
- 1919 begann die Veröffentlichung der ersten Texte der Zeitschrift Euskera.
- 2002 wurde erstmals die Zeitung Erlea unter der Leitung von Bernardo Atxaga veröffentlicht.

## Arbeitskommissionen
Die Akademie besteht aus Arbeitskommissionen, die unterschiedliche Aufgaben in der baskischen Sprachforschung übernehmen:
- Die Kommission der Lexikografie arbeitet an einem baskischen Gesamtwörterbuch, welches die Geschichte und die Dialekte des Baskischen beinhaltet, sowie an einem Wörterbuch, welches normativ gestaltet ist und nur die standardisierte baskische Sprache (Euskera batua) betrachtet.

- Die Kommission der Grammatik versucht seit 1980 die Grundlage der baskischen Grammatik zu erfassen.

- Die Aufgabe der Kommission des sprachlichen Atlas ist es, eine dialektologische Karte zu erstellen, um die sprachlichen Varianten in den verschiedenen Regionen der baskischen Sprache festzuhalten.

- Die Kommission der Namensforschung untersucht die theoretischen und geschichtlichen Aspekte des Baskischen.

- Die Literaturkommission analysiert die populäre sowie die intellektuelle Literatur, welche auf Baskisch verfasst wurde.

- Die Kommission der gesprochenen Sprache führt eine Studie über den Gebrauch der gesprochenen baskischen Sprache durch, die abhängig von der Region des Sprechenden in verschiedenen Akzenten existiert, und formt daraus eine Regelung der Sprache.

## Präsidenten
- Resurrección María de Azkue (1919–1951)
- Ignacio María Etxaide (1952–1962)
- José María Lojendio (1963–1964)
- Manuel de Lekuona (1967–1970)
- Luis Villasante (1970–1988)
- Jean Haritschelhar (1989–2004)
- Andres Urrutia (2005-)

## Wissenschaftler
Die Akademie bildet sich aus drei Arten von Akademikern, genannt Euskaltzainak:
- Korrespondierendes Mitglied (Euskaltzain Urgazleak): Diese Mitglieder zeichnen sich in einem Bereich der baskischen Sprache besonders aus. Sie helfen der Akademie in ihrer täglichen Arbeit, indem sie Forschungen durchführen, in Büchern nachschlagen etc.
- Vollmitglied (Euskaltzain osoak): Aktuell gibt es 23 Sitze (also auch 23 Vollmitglieder). Maximal können 32 Sitze besetzt werden. Die Vollmitglieder werden aus Altersgründen (älter als 75 Jahre) oder Arbeitsunfähigkeit zu emeritierten Mitgliedern (Euskaltzain emeritu), behalten aber trotzdem dieselben Befugnisse wie als Vollmitglied.
- Ehrenmitglieder (Euskaltzain ohorezkoak): Diese Mitglieder zeichnen sich in einem bestimmten Bereich des Baskischen besonders aus und wurden von der Akademie ernannt und geehrt.

Beispielsweise wurde Miren Azkarate 1983 zum korrespondierenden Mitglied und 1992 als erste Frau zum Vollmitglied ernannt (23. Sitz). Laura Mintegi und Blanca Urgell wurden von der Akademie zu korrespondierenden Mitgliedern ernannt.